# 鶴田和志
鶴田 和志（つるた かずし、1995年5月14日 - ）は、日本棋院中部総本部所属の囲碁棋士。七段。吉岡薫九段門下。愛知県出身。

## 来歴
5歳で囲碁を覚え、小学4年生のとき少年少女囲碁大会全国大会ベスト16。大会後に院生となり、中学2年生でプロ試験合格を果たした。2010年、入段。同期に平田智也・藤沢里菜・沼舘沙輝哉など。
2011年4月 国際戦のLG杯予選で韓国の金錫興四段に勝つが、中国の兪斌九段に敗退。
2011年8月25日、第37期碁聖戦で本戦進出。
2013年10月10日 第54期王冠戦挑戦者決定戦進出。
2017年9月、第42期棋聖戦Cリーグ4勝1敗でBリーグ昇格。

## 昇段履歴
- 2010年4月1日　入段[5]（中部総本部所属棋士採用試験1位=12勝3敗）
- 2012年11月18日　二段（勝星規定=対象棋戦通算30勝）
- 2015年2月27日　三段[6]（勝星規定=対象棋戦通算40勝）
- 2017年1月1日　四段[7]（賞金ランキング 三段1位）
- 2018年1月1日　五段[8]（賞金ランキング 四段1位）
- 2019年1月1日　六段[9]（賞金ランキング 五段1位）
- 2024年11月19日　七段[10]（勝星規定=対象棋戦通算120勝）